# كأس ملك إسبانيا 2025–26
كأس ملك إسبانيا 2025–26 هي النسخة 124 من بطولة كأس ملك إسبانيا (بما في ذلك موسمين أقيمت فيهما نسختان متنافستان). ويضمن الفائزون مكانًا في مرحلة الدوري في الدوري الأوروبي 2026–27. سيتأهل الفائزون والوصيفون إلى بطولة كأس السوبر الإسباني لعام 2027 التي تضم أربعة فرق.
يُعدّ نادي برشلونة هو حامل اللقب، وذلك بعد فوزه على ريال مدريد بنتيجة 3–2 في نهائي النسخة السابقة، ليتوج باللقب الثاني والعشرين في تاريخه.